# Manuela Villarán de Plasencia
Manuela Villarán de Plasencia (n. Lima, 1840 - m. Lima, 1888) fue una poeta y periodista peruana. Su poesía fue festiva e ingeniosa.

## Biografía
Nació dentro del seno de una familia limeña distinguida por sus méritos literarios y cívicos. Sus padres fueron Manuel Vicente Villarán González y Nicolasa Angulo Jiménez. Se casó el 13 de noviembre de 1854 con Rafael Plasencia Muñoz Fuentes, capitán del batallón «Ayacucho».
Formó parte de la «primera generación de mujeres ilustradas en el Perú», que incursionaron en el periodismo y la literatura a partir de la década de 1870. Colaboró así en diversas revistas y semanarios, como El Álbum, La Alborada, El Parnaso Peruano, entre otros.
Fue asistente asidua a las tertulias literarias presididas en Lima por la escritora argentina Juana Manuela Gorriti, entre los años 1876 y 1877. Se realizaban aquellas en la casa n.º 188 de la calle de Urrutia (esquina con Pilitricas, hoy Jirón Ocoña), y entre sus asistentes figuraban Cristina Bustamante, Adriana de Buendía, Mercedes Cabello de Carbonera, Rosa Mendiburu de Palacios, Clorinda Matto de Turner, y los escritores varones Ricardo Palma, Adolfo García, Numa Pompilio Llona, Acisclo Villarán y Abelardo Gamarra. Manuela dedicó un poema «A la eminente escritora Juana Manuela Gorriti» en el que se alude a la estrecha relación entre ésta y sus jóvenes discípulas.
Durante la guerra con Chile perdió a su único hijo Ernesto Plasencia, lo que le motivó una magistral elegía titulada «A Ernesto». Falleció pocos años después, a la temprana edad de 48 años.

## Obra

### Poesía
- Cantos íntimos de una madre

### Teatro
- Agencia matrimonial